# Michael Hainisch

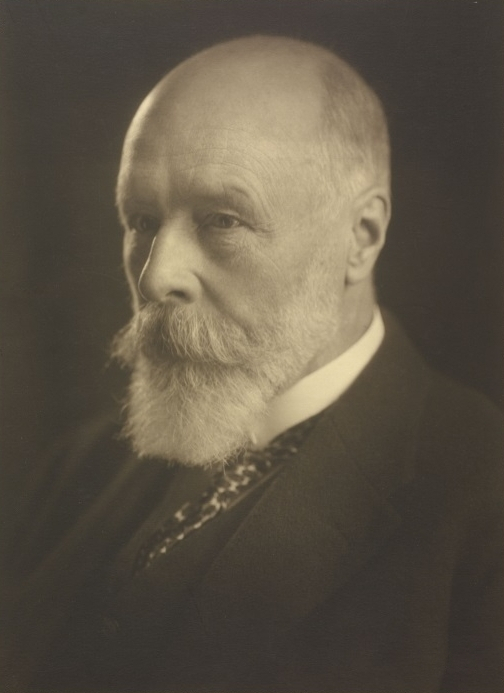
Michael Hainisch (Aufnahme von Georg Fayer, 1927)

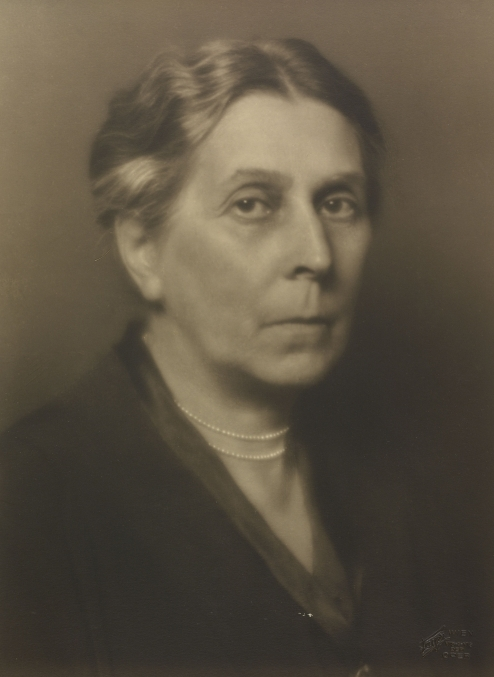
Ehefrau Emilie Auguste, geb. Figdor

Michael Arthur Josef Jakob Hainisch (* 15. August 1858 in Aue bei Schottwien, Kaisertum Österreich; † 26. Februar 1940 in Wien) war parteiloser österreichischer Sozial- und Wirtschaftspolitiker und von 1920 bis 1928 erster Bundespräsident der Republik Österreich. Er löste den Präsidenten der Konstituierende Nationalversammlung Karl Seitz als Staatsoberhaupt am 9. Dezember 1920 ab.

## Leben

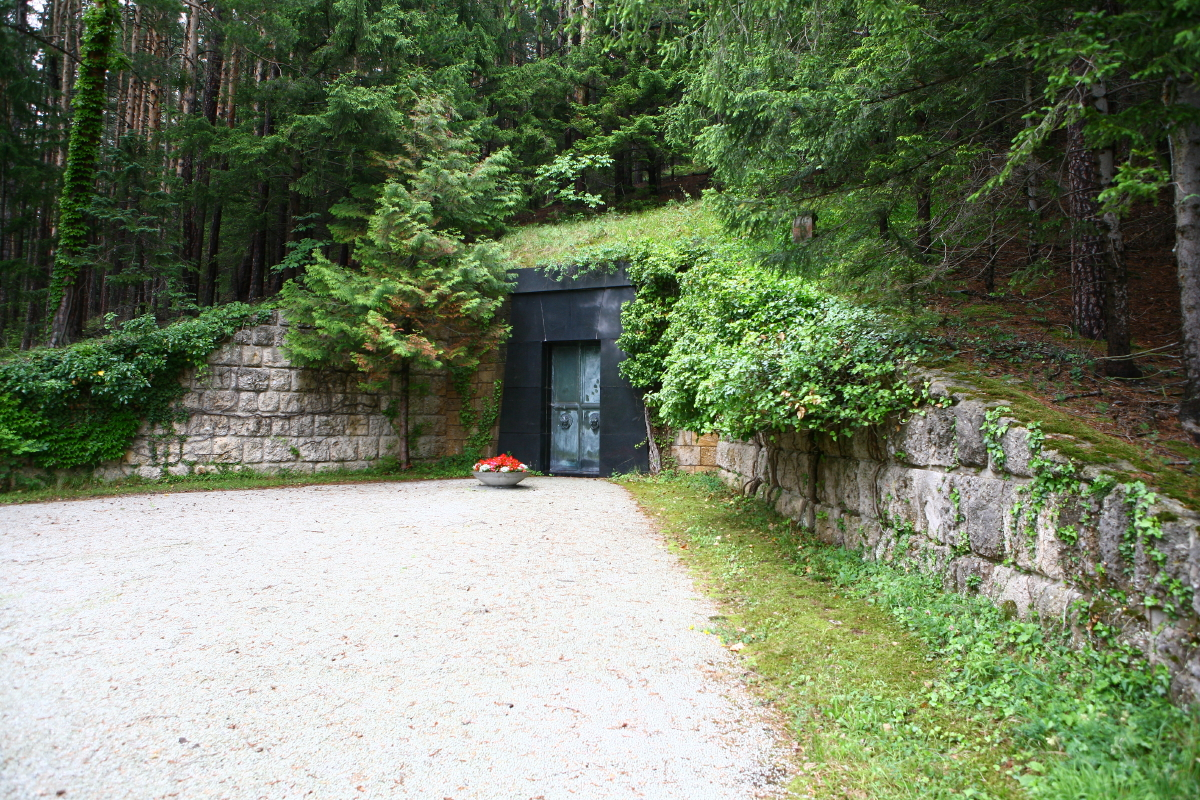
Hainisch-Gruft in Eichberg

Michael Hainisch war der Sohn der österreichischen Frauenrechtlerin Marianne Hainisch, geb. Perger, die 1857 in die Industriellenfamilie Hainisch eingeheiratet hatte und mit ihrem Mann, Michael, auf der Liegenschaft der Baumwollspinnerei Aue bei Schottwien wohnte. In dem zum Betrieb gehörenden, wahrscheinlich 1788 fertiggestellten Herrenhaus wurde Hainisch geboren.
Nach seiner juristischen Ausbildung an den Universitäten Leipzig und Wien (1882 Promotion zum Dr. jur. in Wien) studierte er in Berlin Nationalökonomie bei Adolph Wagner und Gustav von Schmoller (mit ihm im Seminar saß Hermann Bahr) und war 1886 bis 1890 im k.k. Staatsdienst tätig. Dann beschäftigte er sich mit agrar- und sozialpolitischen Problemen und nutzte das Gut bei Spital am Semmering, das ihm seine Frau Emilie Auguste Figdor geschenkt hatte, als Musterbetrieb für praxisnahe Lösungen, – berühmt wurde seine Zuchtkuh „Bella“ mit Rekordmilchleistungen.
In Wien war er als Volksbildner tätig und Mitbegründer der Wiener Zentralbibliothek und der Deutschen Turnerschaft (1890). Er unterstützte Ludo Moritz Hartmanns Initiative zur Gründung der ersten Volkshochschule Österreichs. Am 2. Dezember 1900 wurde ein Aufruf zur Konstituierung einer Volksuniversität veröffentlicht, den er wie Ernst Mach, Rosa Mayreder und Julius Tandler unterzeichnete. Auf Grund seiner Weltanschauung, liberal und großdeutsch gesinnt, wird er zu den österreichischen Fabiern, wie z. B. der Sozialpolitische Partei und Bürgerlich-Demokratische Partei gezählt, blieb aber trotz seiner Nähe zur Großdeutschen Volkspartei parteilos. 1918 wurde er Generalrat der Österreichisch-ungarischen Bank, der Notenbank des noch im gleichen Jahr zerfallenden Österreich-Ungarn.

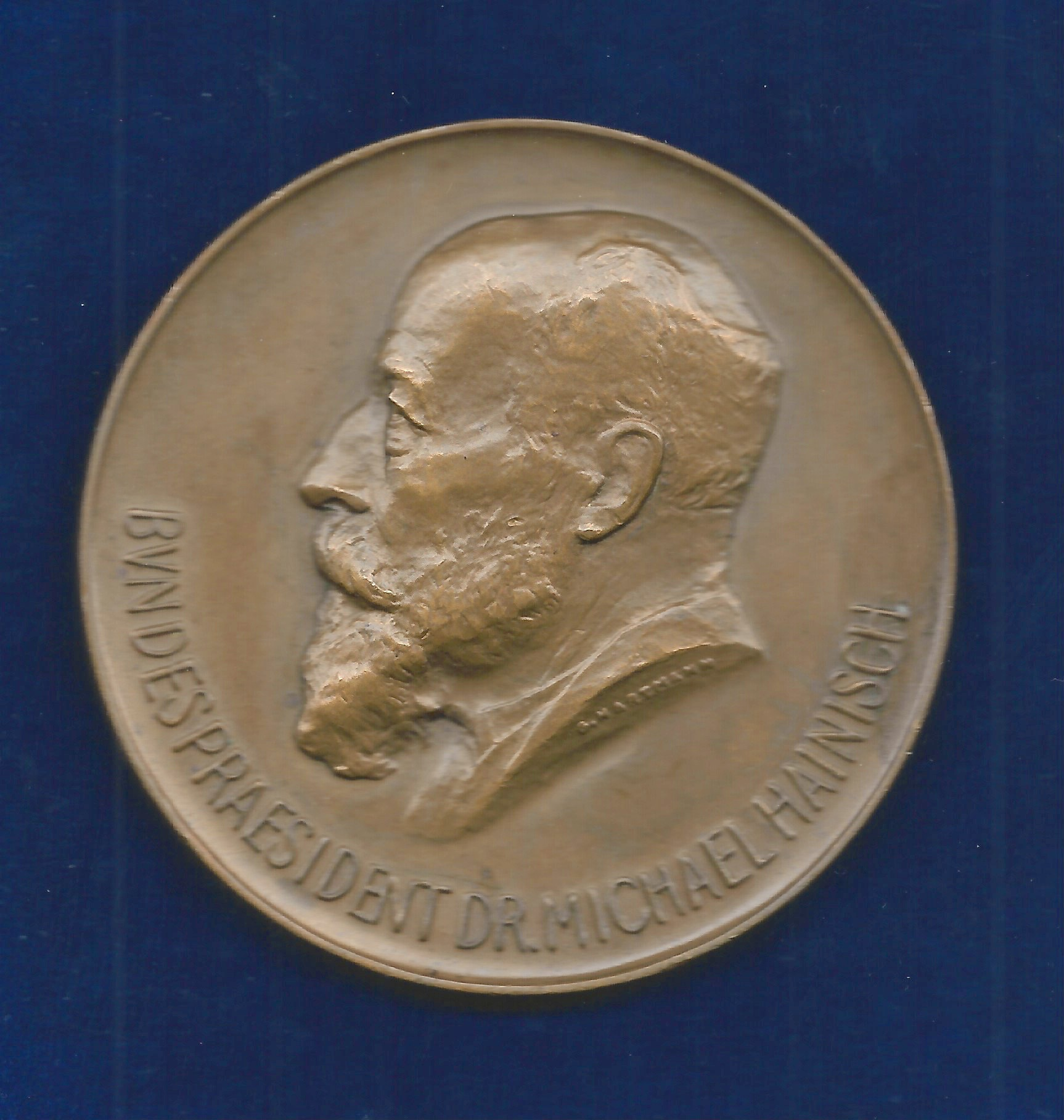
Bronzemedaille von Bundespräsident Michael Hainisch, 1920 (o. J.). Künstlerin Grete Hartmann, geborene Chrobak, 1869–1946 Wien

Michael Hainisch wurde am 9. Dezember 1920 auf Vorschlag der Christlichsozialen, die ihren eigenen Kandidaten Viktor Kienböck nicht durchgebracht hatten, von der Bundesversammlung (Nationalrat und Bundesrat in gemeinsamer Sitzung) zum ersten Bundespräsidenten der Republik Österreich gewählt und blieb dies nach seiner Wiederwahl 1924 bis zum 10. Dezember 1928. Er löste Karl Seitz ab, der als Präsident der Nationalversammlung von seiner Wahl in diese Funktion am 5. März 1919 bis zur Angelobung Hainischs als Staatsoberhaupt fungiert hatte, ohne diesbezüglich einen Titel zu führen. Zuvor hatten vom 30. Oktober 1918 an die drei gleichberechtigten Präsidenten der Provisorischen Nationalversammlung gemeinsam diese Funktion ausgeübt.
Das Bundespräsidentenamt war bis 1929 noch nicht mit den Rechten ausgestattet, die ihm die Verfassungsnovelle 1929 übertrug; so wurde die Bundesregierung damals (wie seit 1949 z. B. der deutsche Bundeskanzler) vom Parlament gewählt und nicht, wie ab 1930, vom Bundespräsidenten bestellt.
Auf Grund seiner korrekten Amtsführung war Hainisch bei allen politischen Lagern anerkannt. Er war Förderer der Landwirtschaft, der Elektrifizierung der Eisenbahnen, des Fremdenverkehrs, des österreichisch-deutschen Handels, des ländlichen Brauchtums und der Schaffung eines Denkmalschutzgesetzes. Nach seiner zweiten Amtsperiode als Bundespräsident fungierte er 1929/1930 als parteiloser Handelsminister in der Bundesregierung Schober III des Bundeskanzlers Johann Schober.
1938 sprach sich Michael Hainisch wie Karl Renner als überzeugter Großdeutscher für den „Anschluss“ Österreichs an das Deutsche Reich aus.
Hainisch besaß u. a. ein Ehrendoktorat der Universität Innsbruck und war Ehrenmitglied der Akademie der Wissenschaften.
Michael Hainisch starb im 19. Wiener Gemeindebezirk im Haus Perntergasse 17 auf der Hohen Warte. Er wurde in der Familiengruft am Nordwestabhang des Schafkogels in Eichberg (Gemeinde Gloggnitz) in Niederösterreich zur letzten Ruhe gebettet.

## Werke
- Die Zukunft der Deutschösterreicher. Eine statistisch-volkswirtschaftliche Studie. 1892.
- Der Kampf ums Dasein und die Socialpolitik. 1899.
- Die Heimarbeit in Österreich. Bericht erstattet der internationalen Vereinigung für gesetzlichen Arbeiterschutz. 1906.
- Die Entstehung des Kapitalzinses. 1907.
- Einige neue Zahlen zur Statistik der Deutschösterreicher. 1909.
- Das Getreidemonopol. 1916.
- Ist der Kapitalzins berechtigt? Voraussetzungen und Grenzen des Sozialismus. 1919.
- Wirtschaftliche Verhältnisse Deutsch-Österreichs. 1919. (Nachdruck 1992).
- Die innere Kolonisation in Deutsch-Österreich. 1920.
- Die Landflucht, ihr Wesen und ihre Bekämpfung im Rahmen einer Agrarreform. 1924.
- Rede bei der Promotion zum Ehrendoktor der Staatswissenschaften. 1925.
- —, Norbertine Bresslern-Roth (Ill.): Aus mein’ Leb’n. 1930.
- — (Hrsg.): Die Viehzuchtwirtschaft mit Weide- und Güllebetrieb auf dem Gute Jauern.[6] Ein Beispiel aus der Praxis für das bäuerliche Alpenland. 1931.
- Reden und Abhandlungen über Agrarpolitik und Landwirtschaft. 1932.
- —, Norbertine Bresslern-Roth (Ill.): Was Z’samklábt’s. 1935.
- —, Friedrich Weissensteiner (Bearb.): 75 Jahre aus bewegter Zeit. Lebenserinnerungen eines österreichischen Staatsmannes. 1978.